# Béji Caïd Essebsi
Mohamed Béji Caïd Essebsi (en transcripción francesa del árabe, الباجي قائد السبسي, Muhammad al-Bājī Qā’id as-Sabsī; Sidi Bou Said, Túnez, 29 de noviembre de 1926-Túnez, 25 de julio de 2019) fue un político y abogado tunecino. Ocupó diversos cargos durante los gobiernos autoritarios de Túnez (primero el de Habib Burguiba y Zine El Abidine Ben Ali) y tuvo un papel destacado en la revolución tunecina que derrocó a este último. Fue presidente de la Cámara de Diputados, primer ministro y presidente de la República Tunecina entre 2014 y 2019, el primero elegido democráticamente.
Fue decano del colegio de abogados de Túnez y ministro de relaciones exteriores durante la presidencia de Habib Burguiba. También fue presidente de la Cámara de Diputados durante el régimen de Ben Ali, entre 1990 y 1991. Ocupó el puesto de primer ministro desde el 27 de febrero de 2011, tras la dimisión de Mohamed Ghannouchi como consecuencia de una fuerte presión popular, en el contexto de la revolución que expulsó del poder al presidente Ben Ali. Fue sucedido el 24 de diciembre de 2011 por Hamadi Jebali, luego de celebrarse elecciones legislativas para una Asamblea Constituyente.
Tras esto fundó el partido laicista Nidaa Tounes por el que fue candidato en las primeras elecciones presidenciales libres del país, en las que resultó vencedor en la segunda vuelta con el 55 % de los votos, convirtiéndose en el primer presidente secularista del mundo árabe en llegar al poder por medio de elecciones democráticas. Bajo su mandato, Túnez llegó a ser el primer país árabe en obtener la categoría de "libre" en el informe de derechos humanos de Freedom House, y se le reconocen a Essebsi (en conjunto con el líder opositor Rachid Ghanuchi, del Movimiento Ennahda) su papel clave en la democratización del país. No obstante, su liderazgo tuvo enfrentar una gran cantidad de dificultades desde su asunción, destacando la fragmentación del legislativo, las manifestaciones constantes contra la corrupción y los atentados reiterados por parte de grupos salafistas. Desde 2015 hasta casi el final de su mandato el país se mantuvo intermitentemente bajo estado de sitio debido a una serie de atentados ocurridos en la capital tunecina. Además, las políticas de austeridad económica impulsadas por el jefe de Gobierno designado por Essebsi, Youssef Chahed, llevaron a un incremento de los precios de diversos productos, desatando varias protestas en las principales ciudades del país a principios de 2018. La etapa final del gobierno de Nidaa Tounes se caracterizó por una crisis interna del partido (que se fragmentó en varias fuerzas políticas) y un creciente descontento público, teniendo tanto Essebsi como Chahed un muy bajo nivel de aprobación de acuerdo con las encuestas de opinión emitidas a fines de 2018.
Siendo el segundo jefe de Estado o gobierno más anciano del mundo, Essebsi comenzó a sufrir problemas de salud a finales de su mandato, resolviendo no presentarse a la reelección en las elecciones presidenciales de 2019, poniendo como alegato su edad avanzada y la necesidad de una renovación del liderazgo. Falleció finalmente el 25 de julio de 2019, a la edad de 92 años, cinco meses antes de finalizar su mandato constitucional, lo que motivó un adelantamiento de los comicios, originalmente programados para noviembre, a septiembre. De acuerdo con las disposiciones constitucionales, fue sucedido interinamente en el cargo por el presidente de la Asamblea de Representantes del Pueblo, Mohamed Ennaceur, perteneciente a su mismo partido.

## Biografía

### Juventud y activismo nacionalista

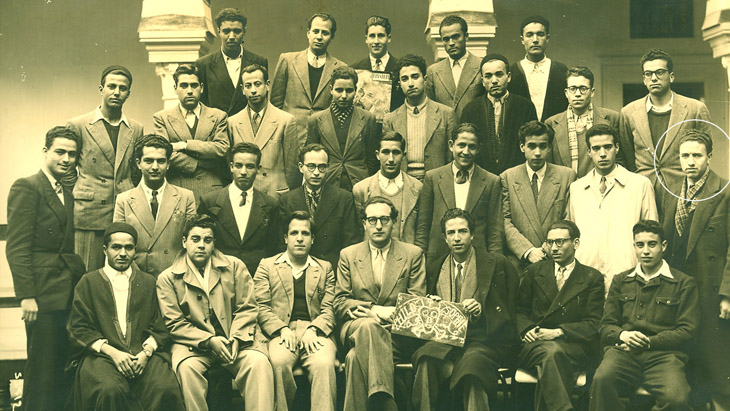
Fotografía de la promoción de Essebsi en el Colegio Sadiki. Essebsi rodeado por un círculo a la derecha.

Nacido en Sidi Bouzid el 29 de noviembre de 1926, de una familia agrícola de Majzén, es bisnieto de Ismaïl Caïd Essebsi, un corsario tunecino mameluco de Cerdeña que vivió a principios del siglo XIX, relacionado con la familia beylical y más tarde un miembro importante de la administración beylical.
Essebsi estudió en el Colegio Sadiki. Durante su época de estudiante, fue testigo de la destrucción de la sede del partido Neo-Destour por parte de las autoridades coloniales francesas, lo cual marcó el inicio de su militancia política. En 1941, a los quince años de edad, se unió al grupo juvenil de Neo-Destour mientras reanudaba sus abandonados estudios secundarios. Durante su militancia conoció al posterior líder y dictador del país Habib Burguiba. También se reunió con Slimane Ben Slimane, alto dirigente del Neo-Destour que vivía en su misma calle y que inició el activismo y la lucha por la liberación nacional de Túnez.
Como miembro de Neo-Destour, Essebsi iba a participar en un atentado (clandestino para el partido y sin el consentimiento de su liderazgo), cuyo objetivo era colocar una bomba en el trayecto de un tren entre la Ciudad de Túnez y Sahel. Poco antes de que se llevara a cabo, recibió una llamada de Ben Slimane advirtiéndole que dicho atentado era una violación a las normas del partido y lo convenció de que no colocase la bomba, a pesar de que el explosivo ya estaba fabricado. Essebsi tuvo que encargarse posteriormente de destruir todas las pruebas de dicha operación.

### Estudios
En 1950, Essebsi se radicó en París para continuar sus estudios en la Facultad de Derecho. Fue miembro de la célula desturiana local y del Comité de la Asociación de Estudiantes Musulmanes del Norte de África (AEMNA), que no tenía mucho contacto con la central de Neo-Destour. Durante su estadía en Francia mantuvo contacto con Habib Burguiba Jr. (hijo del líder de Neo-Destour) y con Taïeb Mehiri, posterior ministro de Asuntos Exteriores, a quien Essebsi se referiría más tarde como "su mentor". Burguiba Jr. le presentaría personalmente a su padre, a quien Essebsi admiraba, poco después de que el estudiante de Derecho fuera nombrado vicepresidente del AEMNA. Se licenció formalmente en Derecho el 13 de julio de 1952. Por su posición de vicepresidente del AEMNA fue forzado a abandonar el país pocos días después, su pasaporte fue confiscado y fue deportado nuevamente a Túnez, donde continuaría su lucha por la independencia.

## Carrera política temprana

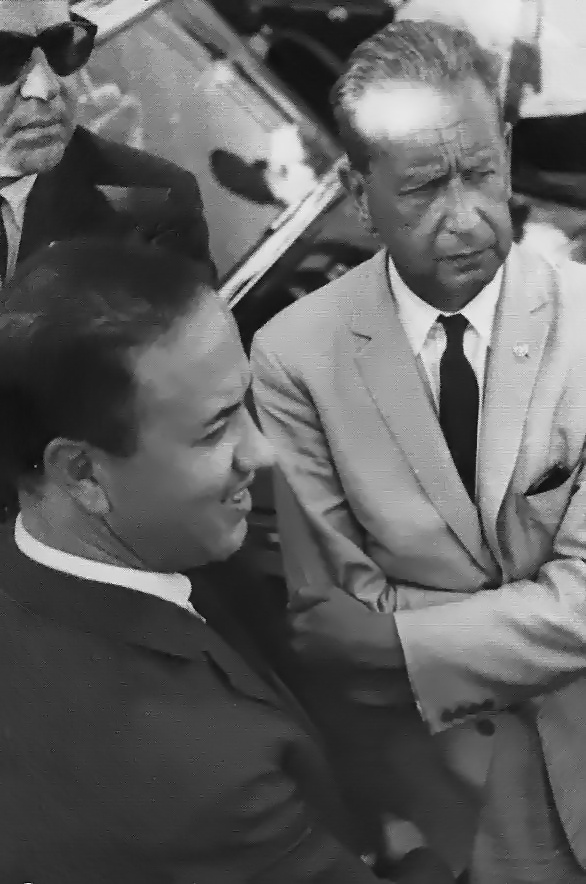
Béji Caïd Essebsi junto al secretario general de la ONU, Dag Hammarskjöld, en 1961.

El 20 de marzo de 1956, el Reino de Túnez obtuvo su independencia como una monarquía constitucional, con Lamine Bey como jefe de Estado. Debido a que un requisito para ser elegido diputado era ser mayor de treinta años, Essebsi, que tenía 29, no pudo presentarse a las elecciones constituyentes de 1956, pero sí militó activamente durante la campaña en favor de Neo-Destour, que acabó consiguiendo todos los escaños y convirtiendo a Burguiba en primer ministro. Essebsi fue nombrado asesor de Asuntos Sociales en el nuevo gabinete de Burguiba, presentado el 17 de abril. Cuando Burguiba emprendió una serie de reformas radicales relacionadas con la emancipación de la mujer y su representación política, Essebsi le recomendó no hacerlo, alegando que el choque con la sociedad conservadora islámica sería muy fuerte y que la reforma debía hacerse gradualmente. Burguiba le respondió que, si no hacían la reforma, esta jamás llegaría.
El 30 de junio, Essebsi viajó a Ginebra, Suiza, como parte de una delegación enviada por Burguiba con Mohamed Chakroun, ministro de Trabajo, a la cabeza, cuyo objetivo era presentar la candidatura de Túnez para la Organización Internacional del Trabajo. Una vez finalizado el viaje, Essebsi recibió un mensaje de Burguiba, en el que solicitaba su presencia en París para reunirse con el primer ministro francés Guy Mollet. Essebsi volvió a Francia por primera vez desde su deportación en 1952. Allí, Burguiba le comunicó que había decidido darle un cargo para el Ministerio del Interior, el cual era en ese entonces dirigido por Taieb Mehiri, para una misión de seis meses como cabeza de la administración regional.
Uno de los principales problemas que el Ministerio del Interior debía afrontar en ese momento era la guerra de Independencia de Argelia, que entonces era una colonia francesa vecina y se encontraba sumergida en una revuelta entre el ejército francés y el Frente de Liberación Nacional, provocando una gran afluencia de refugiados hacia Túnez. Túnez intentó internacionalizar el problema ante el Alto Comisionado de las Naciones Unidas para los Refugiados, y Essebsi debió hacerse cargo del fichero y evaluar el problema junto a Zouhir Chili, un funcionario del Ministerio de Asuntos Exteriores. El ejército francés violó la soberanía tunecina en diversas ocasiones. El 29 de mayo de 1957, Francia atacó la gobernación tunecina de Jendouba, después de que el gobernador Naceur Ben Jaafar arrestara a oficiales franceses que habían cruzado ilegalmente la frontera. Essebsi y algunos funcionarios que se encontraban en el lugar, presenciaron un intenso tiroteo. Essebsi fue herido por el ejército francés, rompiéndose una pierna, pero se las arregló para calmar la situación entre los bandos enfrentados y abandonar el lugar junto con sus compañeros. El 25 de junio, Burguiba dio un golpe de Estado silencioso, abolió la monarquía y proclamó la república.
En febrero de 1958, Essebsi formó parte de una importante delegación para exigir a Francia que respetara la soberanía tunecina durante la guerra de Argelia, buscando restaurar la socavada autoridad del gobierno. La crisis diplomática no se solucionaría por sí sola hasta que finalmente el conflicto argelino terminara con la independencia del país vecino en 1962. Ese mismo año, Burguiba le dio a Essebsi una nueva misión dentro del Ministerio del Interior: el desarrollo del turismo, puesto que ahora dicho Ministerio había logrado recuperar la estabilidad después de la crisis con Francia. Essebsi continuaría escalando posiciones dentro del Ministerio a lo largo de la primera mitad de la década, conforme el ministro Taïeb Mehiri se iba enfermando de diabetes y veía empeorarse su afección.

## Ministerios durante el régimen de Burguiba

### Ministro del Interior

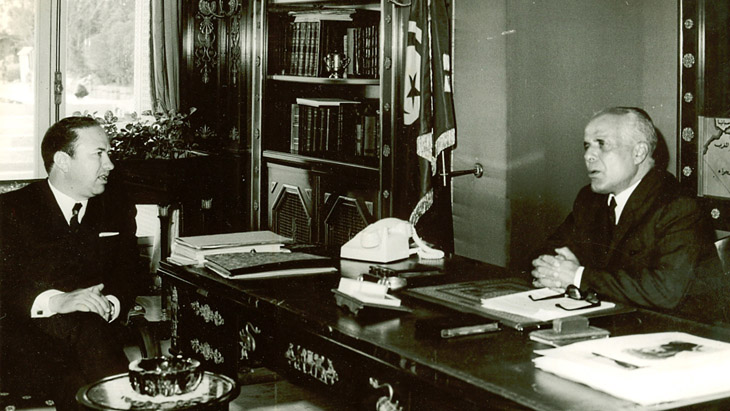
El ministro del Interior Béji Caïd Essebsi se reúne con el presidente Habib Burguiba, alrededor de 1965.

Gravemente aquejado por la diabetes, Mehiri finalmente falleció el 29 de junio de 1965. Tras seis días de vacancia del cargo, Burguiba nombró a Essebsi ministro del Interior el 5 de julio. Fue el primer cargo ministerial ocupado por Essbesi Ostentó también, por orden de Burguiba, el cargo de secretario de Seguridad Pública.
Con el estallido de la guerra de los Seis Días entre Israel y los países árabes, hubo diversas manifestaciones en todo el país, en las que se atacó principalmente el centro de información de los Estados Unidos y la embajada del Reino Unido, que fue incendiada. A pesar del incentivo del régimen, Essebsi se negó a ordenar al ejército que reprimiera a los manifestantes, y simplemente les dijo que protegieran los edificios públicos sin dañar a nadie. Aparentemente, el único miembro del gobierno que apoyó la decisión de Essebsi de no recurrir a las fuerzas armadas fue Ahmed Mestiri. La agitación continuó durante la noche, los manifestantes ocuparon las calles, saqueando tiendas y gritando consignas contra Israel, los EE. UU. y la OTAN. A pesar de estos acontecimientos, Essebsi sostuvo firmemente su decisión de no recurrir a las armas, ordenó poner los edificios extranjeros bajo protección y exigió la detención de los ladrones; algunos pertenecían al Partido Socialista Desturiano (DSP) y fueron detenidos por error y liberados.
A pesar de sus intenciones, sus acciones le valieron acusaciones de fracaso y de alteración del orden público. En los días posteriores, Essebsi visitó los edificios atacados y evaluó los destrozos. Burguiba no reaccionó ante la situación ni pidió la dimisión de Essebsi, como se había creído inicialmente que haría. El 9 de junio, por la noche, Essebsi finalmente se reunió con el presidente y le expuso sus puntos, argumentando que no podían hacer daño a sus propios compatriotas mientras los árabes eran masacrados en Israel, y enseñó al presidente una foto de un manifestante que sostenía una foto de Burguiba, alegando que eran personas que se manifestaban "en su nombre". Tahar Belkhodja fue nombrado Secretario de Seguridad Pública, pero Essebsi conservó el Ministerio del Interior.
Essebsi se mantuvo en el cargo hasta el 13 de septiembre de 1969, cuando Burguiba reformó su gabinete, y fue nombrado embajador ante los Estados Unidos. En 2012, durante la transición tunecina, se inició un juicio contra el exministro del Interior por crímenes de lesa humanidad cometidos durante su período en dicho cargo, pero fueron desestimadas.

### Renuncia y activismo democrático

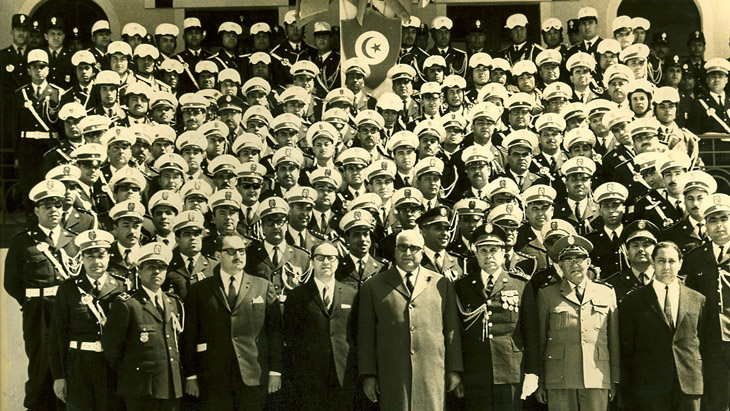
Essebsi como ministro de Defensa junto a miembros del ejército tunecino.

El 2 de noviembre de 1964, se habían celebrado elecciones generales, con Burguiba como único candidato para la presidencia, y el Partido Socialista Desturiano ganando todos los escaños, debiendo competir solo contra el Partido Comunista, que recibió unos pocos votos. Las elecciones fueron vistas como fraudulentas y antidemocráticas. Essebsi, que había sido elegido en su circunscripción, criticó las acusaciones. El 7 de noviembre de 1969, fue nombrado por Burguiba ministro de Defensa, siendo Slaheddine Goulli su reemplazo como embajador en los Estados Unidos. Fue durante este período que Essebsi comenzó a adoptar posturas abiertamente críticas a las políticas represivas del gobierno tunecino, y a abogar por una mayor democracia en el país africano, lo que le valió rechazos por parte de la élite política, pues lo consideraban un opositor encubierto al régimen.
El 8 de junio de 1970, presentó su dimisión al cargo, renuncia que se hizo efectiva a los pocos días. Sin embargo, permaneció como parte del Partido Socialista Desturiano y Burguiba le solicitó su regreso al gabinete en diversas ocasiones, sin éxito.
La relación entre Essebsi y el gobierno se deterioró aún más iniciando la década de 1970. El primer ministro Hédi Nouira no lo invitó a un congreso del Partido, a pesar de que era miembro del Comité Central. Essebsi exigió que no convocar a los delegados electos dentro del partido impedía incluso una débil democracia unipartidista, y acusó al gobierno de Nouira de perder todo carácter popular. Después de estas declaraciones, fue formalmente expulsado del partido y de la Asamblea Nacional, debiendo salirse de la escena política.

### Vuelta a la escena política y ministro de Asuntos Exteriores
El período de abstención política de Essebsi finalizó con la enfermedad de Nouira en 1980 y la llegada de Mohamed Mzali al cargo de primer ministro. Mzali propuso a Essebsi recuperar sus antiguos cargos y convertirse en el nuevo ministro de Justicia, ministerio que Essebsi rechazó debido a que prefería continuar militando por la democracia en el país. La persistencia de Mzali y la legalización de los partidos de la oposición al año siguiente convencieron a Essebsi de volver al gobierno y al partido. Fue elegido delegado del primer ministro en diciembre de 1980, luego de decirle a Burguiba que Túnez necesitaba una democracia multipartidista para progresar. Tras el establecimiento de algunos partidos opositores, que de todas formas no pudieron llegar al poder debido al fraude electoral, Burguiba nombró a Essebsi ministro de Asuntos Exteriores. Essebsi más tarde declararía que, en su opinión, Burguiba decidió darle ese puesto para mantenerlo fuera de los asuntos internos del país.
Poco después de aceptar el cargo, Essebsi tuvo muy poca incidencia real en los Asuntos Exteriores, pues la política exterior del país estaba completamente dominada por Burguiba. El primer ministro Mzali envió incluso instrucciones a Essebsi de que "no se inmiscuyera" demasiado en los asuntos exteriores del presidente.
Durante su período como ministro de Asuntos Exteriores, Essebsi tuvo que pasar por momentos críticos en las crisis de los países árabes, como la Guerra del Líbano de 1982, la guerra entre Irán e Irak, la constante crisis diplomática entre Burguiba y Muamar el Gadafi, líder de Libia; y finalmente, un ataque israelí contra el territorio tunecino en 1985. Essebsi participó en que se realizara la Resolución 573 del Consejo de Seguridad de las Naciones Unidas, que condenaba al gobierno israelí por el ataque. Fue este el punto culminante de la carrera de Essebsi en materia de política exterior. Estuvo en el puesto hasta el 16 de septiembre de 1986, cuando se convirtió en embajador en Alemania Occidental.

## Carrera durante el régimen de Ben Ali
Tras la caída del gobierno burguibista, el 7 de noviembre de 1987, Essebsi regresó a Túnez y se unió al nuevo partido hegemónico del país, la Agrupación Constitucional Democrática, liderada por Zine El Abidine Ben Ali, quien se erigió como el nuevo dictador del país. Fue elegido diputado en las elecciones generales de 1989, y reelegido en 1994.
Ocupó el cargo de presidente de la Cámara de Diputados entre el 14 de marzo de 1990 y el 9 de octubre de 1991, para luego retirarse de la política. Según sus propias declaraciones, abandonó el cargo debido a que sabía que Ben Ali no instauraría un régimen democrático.

## Revolución tunecina y primer ministro provisional

### Llegada al poder y política nacional

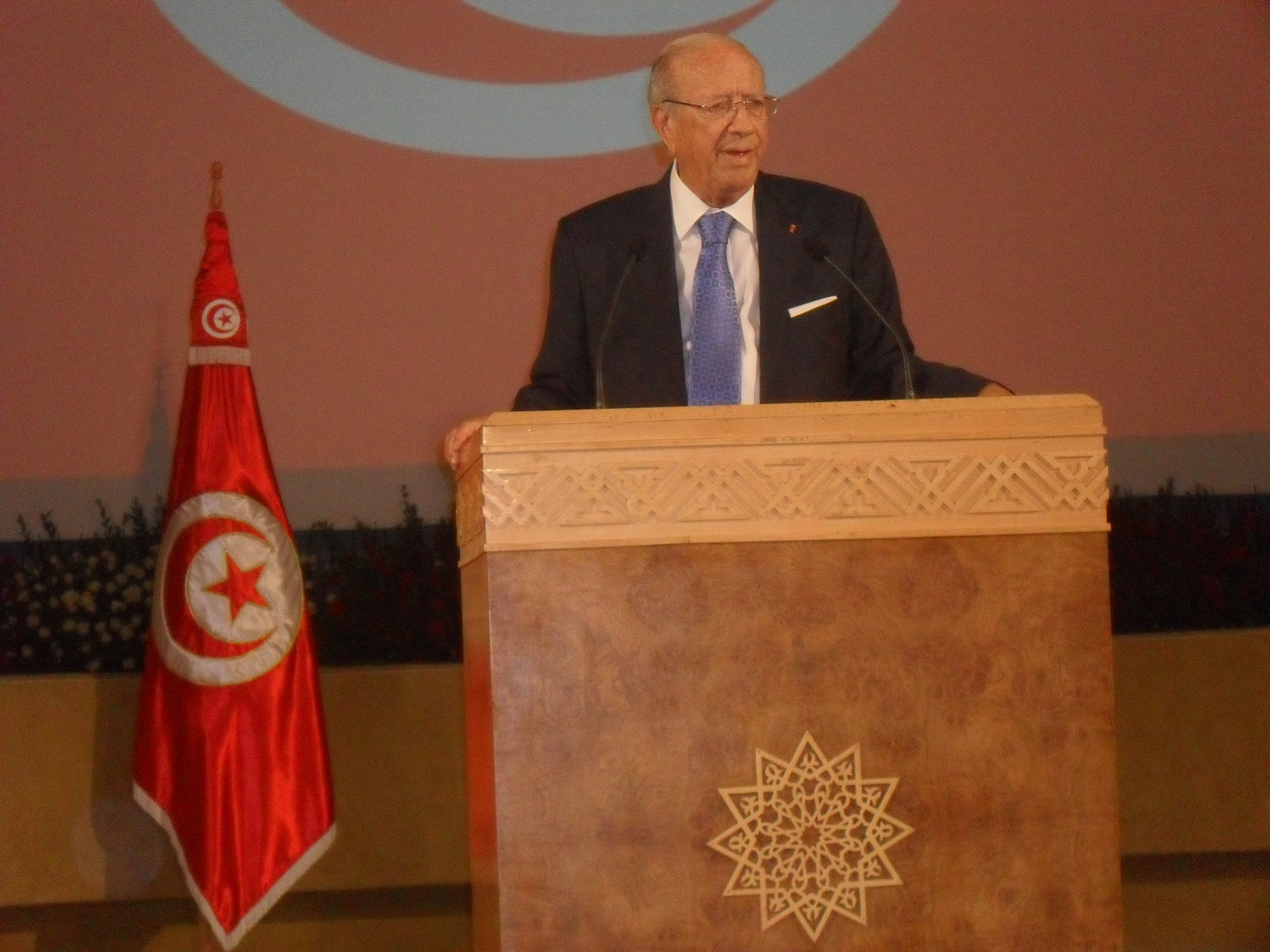
Essebsi como primer ministro, dando un discurso televisado, 17 de agosto de 2011.

Veinte años después del retiro de Essebsi de la política, el 14 de enero de 2011, una serie de protestas multitudinarias forzaron la dimisión de Ben Ali, iniciando el proceso de la Primavera Árabe y los intentos populares de derrocar autocracias en toda la región. Fouad Mebazaa fue nombrado presidente por 60 días, con una serie de decretos que permitirían la continuidad del gobierno interino hasta el llamado a elecciones constituyentes ese mismo año. El 27 de febrero, el primer ministro Mohamed Ghannouchi, envuelto en polémicas por haber intentado preservar el régimen de Ben Ali, tuvo que renunciar por las protestas en su contra, y Mebazaa designó a Essebsi primer ministro provisional, bajo el argumento de que era "una persona con una vida política y privada impecable, conocido por su profundo patriotismo, su lealtad y su abnegación en el servicio a su país".
El 4 de marzo, Essebsi dio un discurso donde exigió el fin del imperio de la constitución de 1959. Prometió que ninguno de los miembros del último gabinete de Ben Ali tendrían derecho a presentarse a ningún proceso electoral hasta que renunciaran a sus cargos y reconocieran la culpabilidad en sus actos, prometiendo, entre otras cosas, juzgar a Zine El Abidine Ben Ali y todos sus allegados por los crímenes de lesa humanidad y corrupción que cometieron. A pesar de que Essebsi inicialmente era visto como partidario del régimen por su antigua relación con la dictadura de Burguiba, la imagen se disipó rápidamente, aunque algunos opositores lo acusaron de planificar un golpe de Estado si el movimiento islamista Ennahda ganaba las elecciones, cosa que fue rápidamente desmentida. Al día siguiente, Essebsi recibió disculpas incluso de varios miembros del gobierno, afirmando que se trataban solo de "rumores y opiniones personales", y justificando sus declaraciones como fruto de "inmadurez política".

### Relaciones exteriores
El 17 de mayo de 2011, Essebsi fue invitado a Francia, donde se reunió con el entonces presidente Nicolas Sarkozy y el primer ministro François Fillon. Participó en la 37.ª Cumbre del G8, entre el 26 y 27 de mayo en Deauville, participando en la discusión sobre como ayudar a los países del mundo árabe a establecer reformas democráticas.
El 5 de octubre de 2011, viajó a los Estados Unidos por invitación del presidente Barack Obama. Allí, en una conversación con varios miembros del gobierno estadounidense, Essebsi afirmó que había una línea roja que diferenciaba la idea de un estado cuya religión oficial es el islam de una república islámica. Con posterioridad, Obama afirmó: "Doy la bienvenida a Túnez, primer país del Norte de África donde comenzó esta extraordinaria transformación que llamamos Primavera Árabe".

### Las elecciones y el traspaso de mando
Inicialmente, debían realizarse elecciones para una Asamblea Constituyente el 24 de julio, pero Essebsi anunció el 8 de junio que estas serían aplazadas hasta el 23 de octubre. El 1 de julio reorganizó su gabinete, cambiando cinco ministros y dos secretarios de Estado. El 15 de julio, hubo algunos enfrentamientos entre la Guardia Nacional y la población luego de que algunos manifestantes en Dar El Bey exigieran la dimisión del gobierno por retrasar las elecciones. Essebsi repudió cualquier represión en un discurso en cadena nacional, describiendo despectivamente a los miembros de las fuerzas de seguridad como "monos". El 6 de septiembre, el gobierno de Essebsi prohibió la actividad sindical por un tiempo.
Con ocasión de un discurso pronunciado el 20 de octubre, Essebsi dijo que la misión de su gobierno finalizaría con la formación de uno elegido por el pueblo. Declaró: "Creo que Túnez será capaz de demostrar al mundo que puede organizar elecciones creíbles y justas, y establecer un proceso democrático con éxito", y agregó que era un paso importante no solo para Túnez, sino para todo el mundo islámico: "Demostraremos que es posible que un estado musulmán sea capaz de construir una democracia, y que el Islam no es ni de lejos una religión que contradiga sus valores".
El 23 de octubre de 2011, se realizaron efectivamente los primeros comicios libres en la historia republicana de Túnez. El movimiento islamista Ennahda obtuvo una amplia victoria electoral, pero solo consiguió una mayoría simple de escaños en la Asamblea Constituyente, debiendo formar una coalición con los partidos Congreso para la República y Ettakatol, creando la llamada "Troika". En virtud del decreto ley n.º 2011-14 que exigía que ninguna de las autoridades transitorias presentara una candidatura en las elecciones o ocupara cargos públicos hasta finalizada la transición, Essebsi abandonó su cargo el 23 de diciembre, mientras que Mebazaa lo hizo días antes. De ese modo, la jefatura de Estado fue ocupada por Moncef Marzouki y la jefatura del Gobierno fue ocupada por Hamadi Jebali.

## Nidaa Tounes
Una vez dejó el cargo de primer ministro, entregando el cargo al Jefe de Gobierno Hamadi Yebali el 24 de diciembre de 2011, Essebsi anunció al periódico Assabah que tenía pensado fundar un partido político de carácter laicista y centroizquierdista para unificar a la oposición al partido islamista Ennahda.
A principios de 2012, Essebsi inició las conversaciones con la dividida oposición laicista. El 16 de junio, en una reunión con cerca de siete mil espectadores, Essebsi anunció la creación del partido Nidaa Tounes (en árabe: El Llamado de Túnez). En la reunión, Essebsi llamó a todos los tunecinos que desearan unirse a él acercarse y formar parte del movimiento con el fin de salvar a la nación, prometiendo que aceptaría incluso a personas arrepentidas del antiguo régimen desturianista, siempre y cuando estuviesen de acuerdo en respetar los principios democráticos. Essebsi fue elegido formalmente presidente del nuevo partido el 29 de junio. El partido se inscribió como tal finalmente el 6 de julio.
Ese mismo año, Nidaa Tounes formó otra coalición con demás partidos socialistas, la Unión por Túnez. Después de numerosos intentos por parte de los partidos Ennahda y Congreso para la República de excluir a Nidaa Tounes y los desturianos de la política, Essebsi declaró durante el 79.º aniversario de la creación de Neo-Destour el 2 de marzo en Ksar Hilal, que estos últimos habían contribuido a la creación de un estado tunecino independiente, moderno y musulmán, y que la Unión por Túnez se considera como una continuación del movimiento desturiano original, ignorando las autocracias de Burguiba y Ben Ali.

## Campaña electoral de 2014

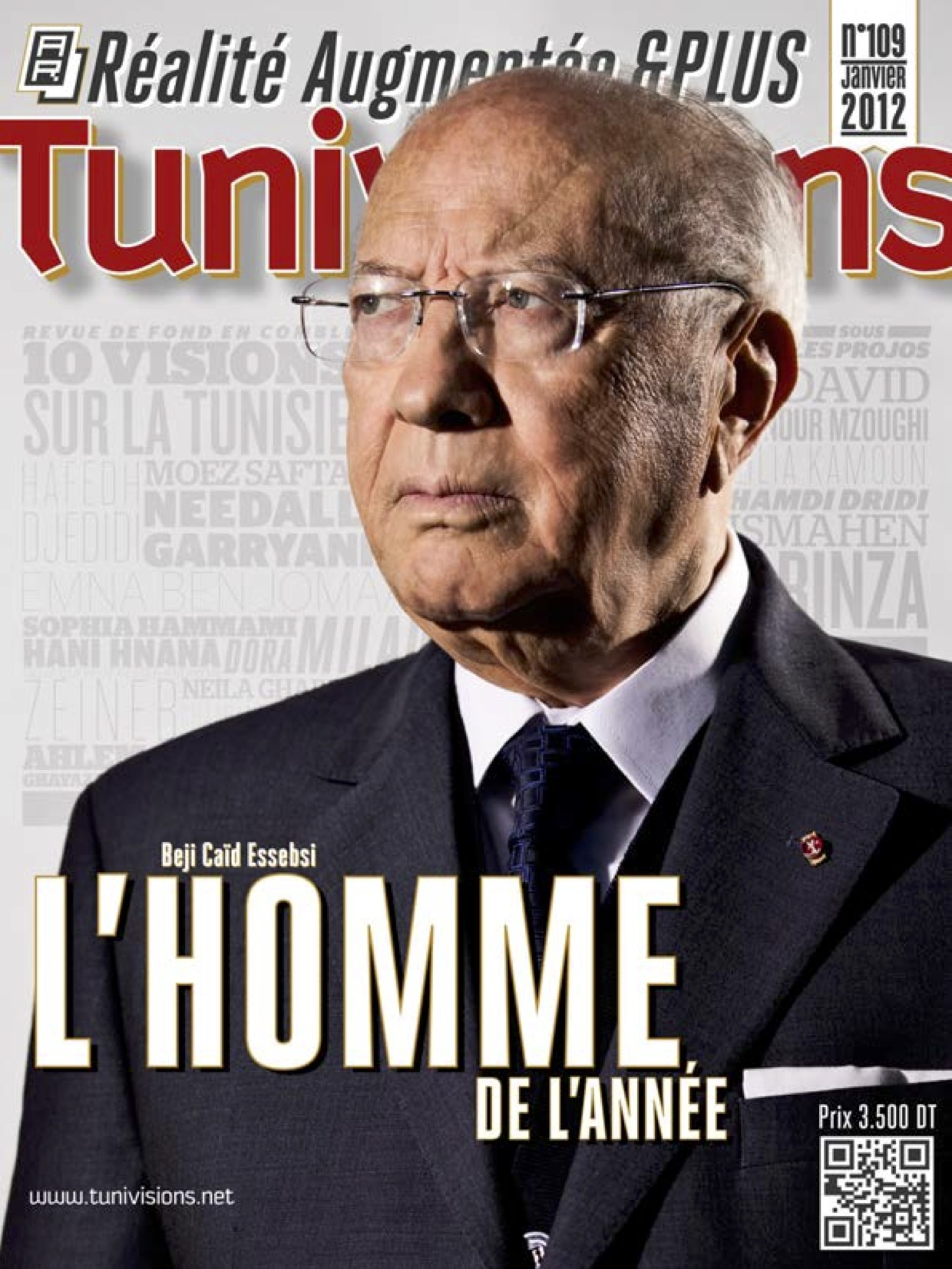
Essebsi en la portada de la revista Tunivisions en enero de 2012, calificándolo como "hombre del año".

Essebsi anunció su candidatura presidencial por el partido Nidaa Tounes el 9 de septiembre de 2014, un día después de que el partido islamista moderado Ennahda declarara que no apoyaría a ningún candidato presidencial. Essebsi basó su campaña en la creación del estado de derecho, la democracia liberal y un aumento de los derechos de las mujeres, así como la educación sobre la base de los valores del Islam, pero fomentando un ambiente tolerante. También prometió la creación de nuevos empleos, la promoción del sector privado y un fuerte desarrollo regional.
Durante un acto de su partido en Hammam-Lif, el 20 de octubre, Essebsi declaró públicamente que, aquel que no votara por Nidaa Tounes, estaba "regalando" su voto al movimiento islamista Ennahda. Se cree que tal declaración fue el principal aliciente para su victoria, y también signfició un golpe fatal para los partidos centristas como Ettakatol, el Congreso para la República y la Iniciativa Nacional Desturiana, pues condenó a dichos partidos a derrotas electorales, debido a que la mayoría de sus votantes potenciales se pasaron a Nidaa Tounes.
El 26 de octubre, tuvieron lugar elecciones legislativas para la Asamblea de Representantes del Pueblo, en las cuales Nidaa Tounes derrotó por un margen de casi diez puntos al Movimiento Ennahda con un 37.56 % del voto popular obtenido por el partido secular contra el 27.79 % obtenido por el partido demócrata islámico, y una alta participación del 67.70 %. Sin embargo, el partido fracasó en obtener la mayoría propia con solo 86 de los 217 escaños. Essebsi desconoció al presidente Moncef Marzouki como constitucional debido al retraso de las elecciones presidenciales, y el partido declaró que no formaría gobierno y que sostendría a Mehdi Jomaa, tecnócrata y antiguo miembro de Ennahda, como jefe de Gobierno en funciones hasta que estuviese instalado un presidente electo. Nidaa Tounes formaría gobierno recién en febrero de 2015, tres meses después de la victoria electoral.
Con el inicio de su campaña presidencial el 1 de noviembre, cuando recibió cuestionamientos debido a su edad avanzada, Essebsi respondió que había tenido una carrera política muy larga, lo cual le daba experiencia, y describió a la juventud como "un estado de ánimo". También reconoció que sería un problema para su gobierno lograr la mayoría parlamentaria en un país profundamente dividido en cuanto a lo político, debido a que en las elecciones legislativas su partido había triunfado principalmente en el norte, mientras que en el sur Ennahda tenía la mayoría de los votos asegurados. Cuando se le preguntó por los miembros de la Agrupación Constitucional Democrática (partido del dictador Ben Ali) en su partido, lo cual era el principal motivo de las críticas a su persona, Essebsi replicó que eran ciudadanos de Túnez, y que tenían derecho a resarcir sus errores en el futuro trayendo utilidad a la transición.
Su principal rival sería Moncef Marzouki, el presidente incumbente elegido por la Asamblea Constituyente para el período de transición en 2011. Los partidos El Binaa El Watany, la Corriente Democrática, el Partido de la Reforma, Binaa Magrebí, el Movimiento Nacional por la Justicia y el Desarrollo, el partido Tounes Baytouna, y el Congreso para la República declararon su apoyo a Marzouki. Aunque no disfrutó de directo apoyo por parte de Ennahda, Marzouki contó con que la mayoría de los votantes islamistas lo utilizarían como voto táctico. El partido Afek Tounes se declaró en favor de Essebsi el 17 de noviembre.
En la primera vuelta, quedó Essebsi en primer lugar con el 39 % de los votos, mientras que Marzouki obtuvo el 33 %. Hamma Hammami quedó en tercer lugar con un distante 8 %. Essebsi era el principal candidato en la mayoría de las gobernaciones en el norte de Túnez, mientras que Marzouki recibió el mayor número de votos en gobernaciones del sur de Túnez. Hammami ganó una pluralidad de los votos en la Gobernación de Siliana, mientras que Mohamed Hamdi ganó en Sidi Bouzid.
Durante la campaña para la segunda vuelta, Essebsi acusó a su contrincante, Marzouki, de estar directamente financiado por grupos yihadistas. Estableciendo un contraste, afirmó que, de ser elegido, y de ganar su partido mayoría parlamentaria, concentraría su mandato en los jóvenes, y en prepararlos para la próxima generación. Ante la pregunta de si consideraba al islam como algo importante en la política, Essebsi respondió que sí, pues los tunecinos habían sido musulmanes durante más de cuatro siglos, pero que para construir un Túnez moderno, hacía falta un islam moderno, y por lo tanto debía mantenerse a la religión lo más separada del estado posible, sin perder sus valores importantes.
El balotaje se llevó a cabo el 21 de diciembre. Ese mismo día, Essebsi se adjudicó la victoria en la televisión local, afirmando que era una victoria para "los mártires de Túnez". Al día siguiente, los resultados finales demostraron que Essebsi había derrotado a Marzouki con el 55.68 % de los votos, a pesar de las reclamaciones iniciales del portavoz de Marzouki de que la adjudicación temprana de la victoria por parte de Essebsi "carecía de fundamento". Marzouki declaró que la reclamación de Essebsi previa a la revelación de los resultados era "una postura antidemocrática", pero tras conocerse los resultados oficiales, reconoció la derrota y envió felicitaciones a Essebsi en la página de su campaña en Facebook. La Associated Press dijo que la elección fue libre y justa con una participación del 60 %, algo inferior que en la primera vuelta.
Las reacciones a su victoria por parte de la población fueron mixtas. En la capital de Túnez, varios cientos de partidarios de Essebsi se reunieron alrededor de la sede del partido Nidaa Tounes para celebrar su victoria, agitando banderas nacionales, cantando y tocando bocinas de los coches. Sin embargo, estallaron disturbios en la ciudad sureña de El Hamma. La policía utilizó gases lacrimógenos para dispersar a muchos de los que salieron a protestar por su victoria porque había sido parte del antiguo régimen de Ben Ali. Los manifestantes fueron reportados por Reuters quemando neumáticos, al grito de "No al antiguo régimen". Los manifestantes incendiaron una sede de Nidaa Tounes en Tataouine.

## Presidencia

### Juramentación
El 29 de diciembre de 2014, fue proclamado quinto Presidente de la República Tunecina por Chafik Sarsar, presidente de la Alta Autoridad Independiente para las Elecciones, confirmando los resultados de la segunda vuelta electoral. De acuerdo con el artículo 78 de la constitución tunecina de 2014, Essebsi debía ser juramentado el 31 de diciembre en presencia de los exjefes de estado y gobierno vivos (exceptuando Ben Ali, el cual se encontraba exiliado en Arabia Saudita) en la sede de la Asamblea de Representantes del Pueblo. En la ceremonia se encontraban Fouad Mebazaa, presidente posrevolucionario tras la dimisión de Ben Ali, los exjefes de Gobierno Mehdi Jomaa y Rachid Ghanuchi, los representantes de los órganos constitucionales tales como Sarsar y varios embajadores y representantes de las misiones diplomáticas en Túnez.
En el proceso, pronunció un discurso en el que prometió garantizar la unidad del país, mientras que rindió homenaje a los mártires y las mujeres por su patriotismo. También dijo que iba a trabajar por el establecimiento de las instituciones constitucionales, los objetivos de la revolución y la lucha contra el terrorismo. Anunció, además, el establecimiento de una diplomacia basada en posiciones moderadas, sin interferir en los asuntos internos de otros países. Al felicitar al Presidente saliente Moncef Marzouki y su electorado, dijo: "Con la elección de un presidente, abrimos el camino de la esperanza de poner fin a la duda y el miedo y marcando la camino para una vida política pluralista". La reunión terminó con un desfile militar y el himno nacional tunecino.
El 14 de enero, Essebsi realizó su primer discurso presidencial en público al conmemorarse el cuarto año del derrocamiento de Ben Ali, afirmando que la revolución tunecina logró unificar al país, y defendiendo los valores de la democracia, la justicia, y la lucha contra el terrorismo en todas sus formas. Su discurso fue interrumpido por una manifestación de familias de los fallecidos durante la revolución, quejándose de la poca atención que recibieron por parte del gobierno durante la transición. Essebsi detuvo entonces la ceremonia para poder conversar en privado con varias de las familias y escuchar sus exigencias.

### Gobierno de Essid

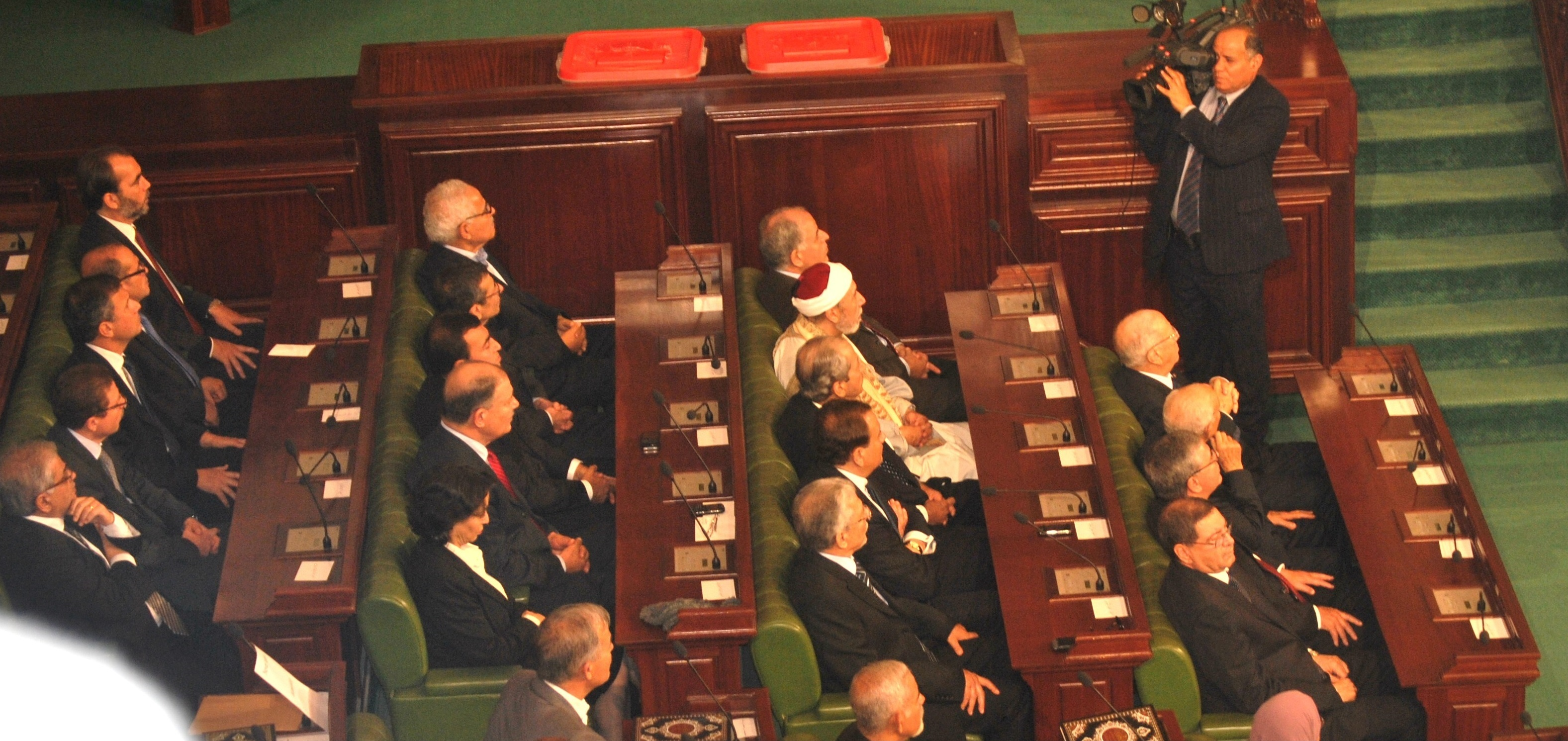
Ceremonia de investidura del gobierno de Habib Essid.

El 5 de enero de 2015, Essebsi nombró Jefe de Gobierno a Habib Essid, candidato afín a su partido, en reemplazo de Mehdi Jomaa, del partido islamista moderado Ennahda y le encomendó formar gobierno. Inicialmente, Essid organizó un gobierno con miembros de Nidaa Tounes (que solo contaba con mayoría simple en la Asamblea de Representantes del Pueblo) y de la Unión Patriótica Libre, partidos secularistas de ideología similar. Sin embargo, la oposición excluida rechazó de plano el gabinete. Como solo contaba con 102 votos favorables en el parlamento, siendo 109 los necesarios para que un gobierno sea aprobado, Essid debió formar un nuevo gobierno de coalición que incluía, además de Nidaa Tounes y la UPL, miembros de Ennahda y de Afek Tounes. El 5 de febrero, el parlamento aprobó el gabinete inclusivo con 167 votos a favor, 30 en contra, y 8 abstenciones. El nuevo gobierno fue juramentado al día siguiente. El 13 de enero, el presidente agradeció al exjefe de Gobierno Mehdi Jomaa y su gabinete por haber ayudado en un período crítico de la transición democrática, alegando que Túnez todavía los necesitaba, y condecoró a los miembros del gobierno saliente con la Orden de la República.
A cuarenta y cinco días de iniciado su mandato, Essebsi concedió su primera entrevista en la televisión nacional, en la que celebró el apoyo parlamentario al nuevo gobierno, afirmando que eso le daría credibilidad al gabinete de Essid entre la población y, por lo tanto, se sobrellevaría rápidamente la inestabilidad política imperante desde la revolución. Essebsi indicó que el gobierno se enfrentaba a muchos desafíos y que si bien comprendía las demandas de la gente, llevaban muy poco tiempo en el poder y debían esperar. Destacó la presencia de Ennahda en su gobierno, puesto que era el segundo mayor partido del parlamento y Nidaa Tounes no contaba con mayoría absoluta.
El recientemente investido presidente reiteró su compromiso en encontrar a los culpables de los asesinatos de Chokri Belaïd y Mohamed Brahmi, y se comprometió a llevar una política exterior más relajada y menos agresiva que la de su predecesor, especialmente en lo referido a Siria. El 18 de febrero, el mismo día que se perpetuó un atentado terrorista en Boulaaba, Essebsi organizó la primera reunión de gabinete bajo la nueva constitución. La primera cuestión que suscitó una pequeña disputa fue el orden protocolario, en el que Essebsi y Essid discutieron sobre la posición del jefe de Estado y el jefe de Gobierno de una república semipresidencial. Essebsi dejó su lugar a Essid, que lo ocupó en calidad de jefe de Gobierno. Las siguientes cuestiones rondaron en torno a la posición de Túnez en Guerra contra el Terrorismo, principalmente en la segunda guerra civil en Libia. El gobierno acordó no participar en la intervención militar en el país vecino, y buscar una solución pacífica.
A pesar del ambiente inicial, el gobierno de Essid se fue deteriorando lentamente, mientras que el partido Nidaa Tounes también comenzaba a perder apoyos y fuerzas entre la población tunecina. Para mediados de 2016, el partido había perdido representación parlamentaria (con Ennahda adquiriendo mayoría simple) y Essid se enfrentó a una moción de censura. Intentando calmar la situación, el 2 de junio de 2016, Essebsi, que se había distanciado del jefe de gobierno, recomendó al legislativo formar un gobierno de unidad nacional y reemplazar a Essid, a quien consideraba "lento, falto de cohesión, y aislado". El 18 de julio, Essid se opuso a presentar su dimisión voluntaria, pero aceptó dejar la continuidad o no de su mandato a decisión del parlamento. 118 diputados votaron a favor de remover a Essid del cargo, y solo 3 votaron en contra, mientras que el resto se abstuvo. El 27 de agosto, Essid entregó el cargo a Youssef Chahed.

### Política exterior

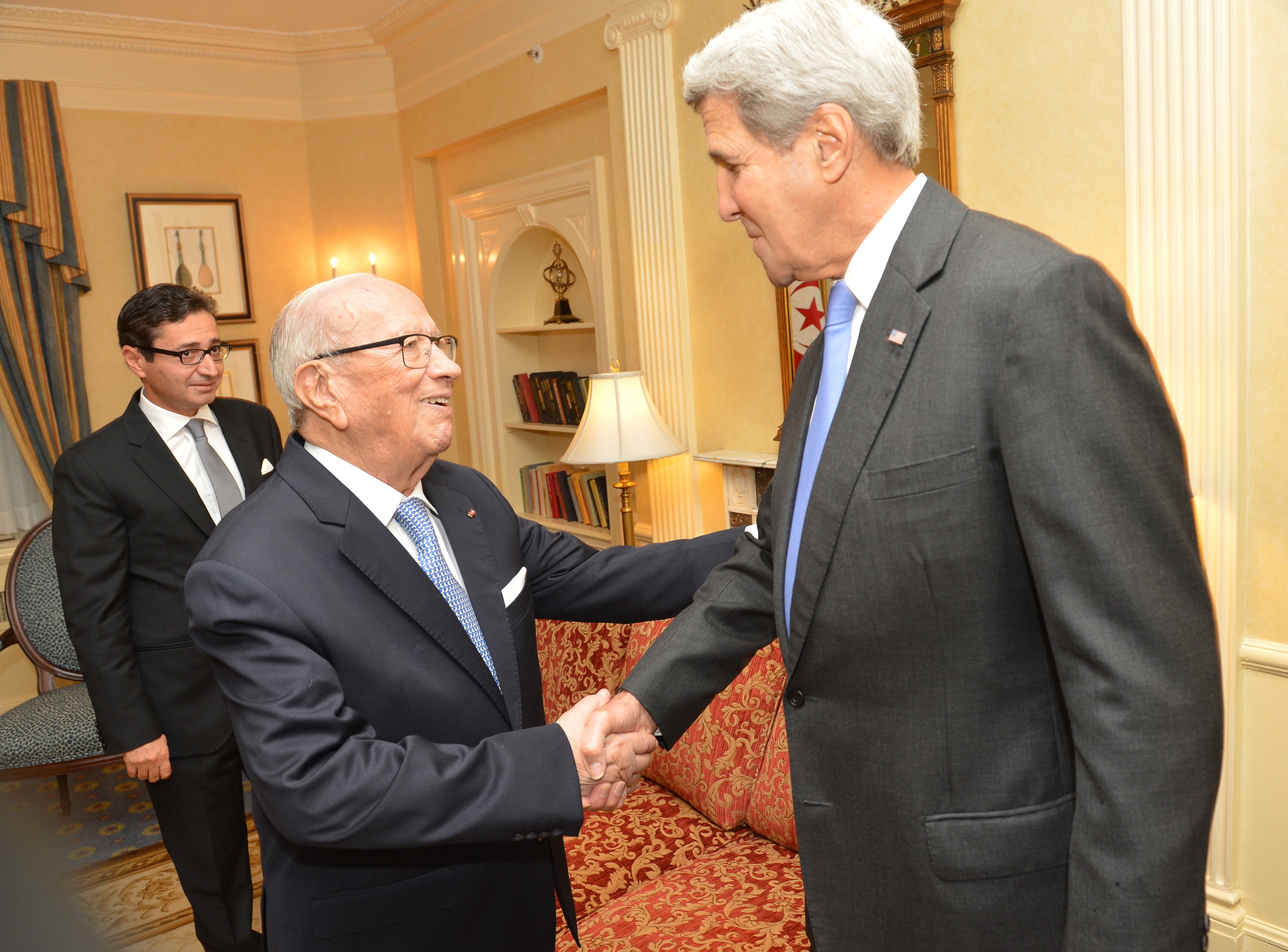
Essebsi junto a John Kerry, entonces Secretario de Estado de los Estados Unidos.

En enero de 2015, Essebsi recibió una invitación a Washington D. C. del Presidente de los Estados Unidos Barack Obama. El 8 de enero, envió sus condolencias a su par francés, François Hollande, por el atentado contra Charlie Hebdo. Recibió a las familias de los periodistas secuestrados en Libia, Sofiène Chourabi y Nadhir Guetari, luego de que llegaran al país rumores de su posible ejecución. El 23 de enero, Essebsi decretó tres días de luto nacional por la muerte del Rey Abdalá de Arabia Saudita, lo cual causó controversia ya que Arabia Saudita es en la actualidad es el país que mantiene como refugiado a Ben Ali, habiendo rechazado los pedidos de extradición del gobierno tunecino. Essebsi envió sus condolencias al nuevo Rey, Salmán bin Abdulaziz.

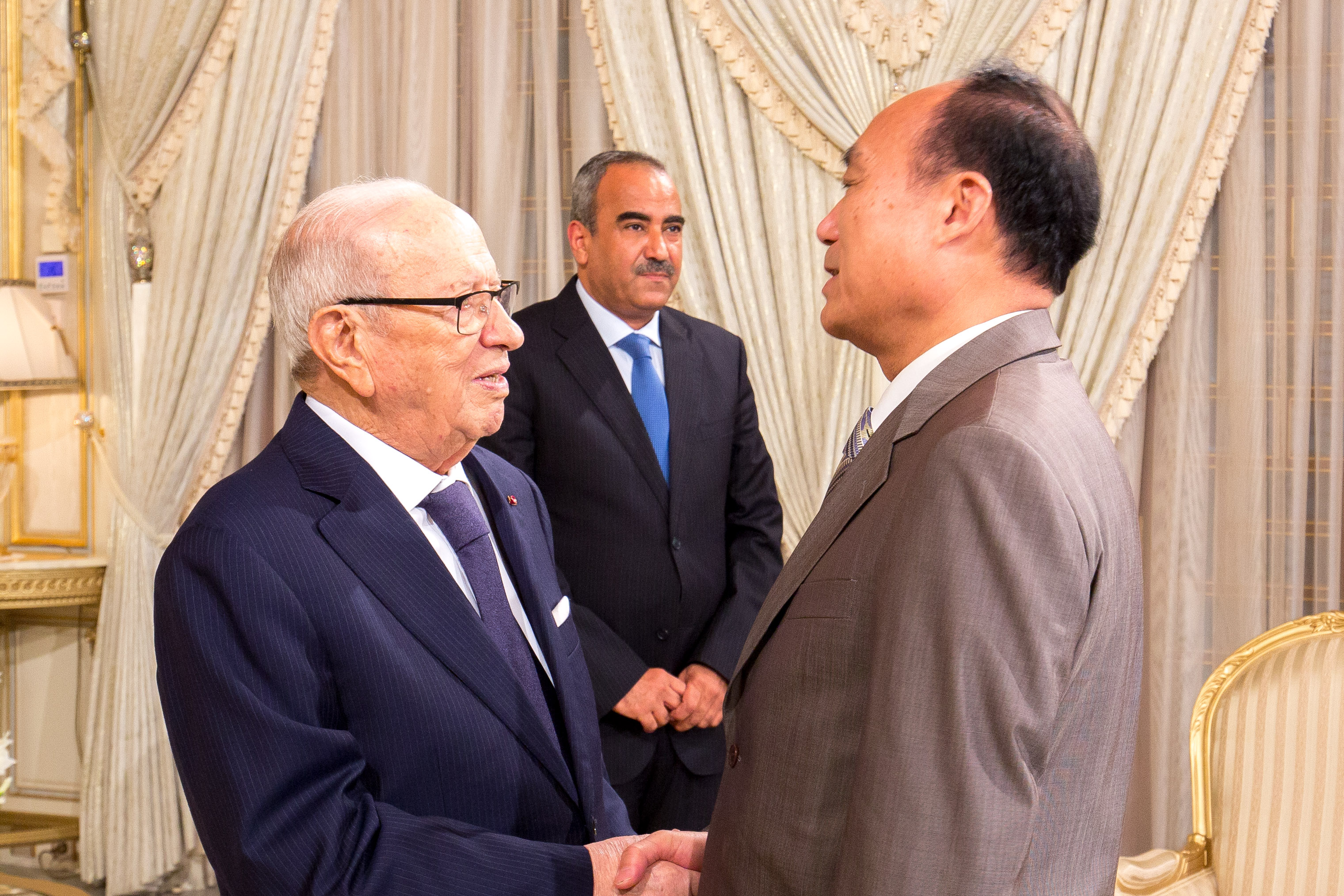
Essebsi con Houlin Zhao, Secretario General de la Unión Internacional de Telecomunicaciones.

El 30 de enero, Essebsi realizó su primer viaje al extranjero desde su elección al dirigirse a la vigesimocuarta Cumbre de la Unión Africana, en Adís Abeba, Etiopía. El mandatario tunecino afirmó que "la guerra nos ha unido en el pasado en nuestra lucha contra el colonialismo, y ahora nos une más que nunca en la lucha contra el terrorismo", marcando "el orgullo de Túnez en su pertenencia a África y su determinación de tomar su lugar, restaurar su prestigio y el brillo de sus lazos históricos con los países del continente política, económica y culturalmente". La reunión se centró en resolver la crisis libia. Durante la reunión coincidió con el presidente de Egipto, Abdelfatah Al-Sisi, con quien acordó participar en la búsqueda de una solución pacífica al problema libio, por cuya inestabilidad corrían riesgo sus dos países principalmente, al tratarse de estados vecinos.
En febrero, invitado por Abdelaziz Buteflika, Essebsi realizó una visita de estado a Argelia, su primer viaje oficial a un país extranjero, siendo recibido por el Primer ministro Abdelmalek Sellal y el presidente del Consejo de la Nación Abdelkader Bensalah, en el aeropuerto de Argel.

### Estado de emergencia
El 24 de noviembre de 2015, se produjo un atentado contra un autobús de la Guardia Presidencial. Ante esta situación, Essebsi decretó el estado de emergencia por un período de treinta días renovables, lo cual anulaba temporalmente algunas garantías constitucionales. Desde entonces hasta la actualidad, el estado de emergencia ha recibido varias prórrogas, aprobadas por Essebsi en pro de mantener la paz, constantemente perturbada por la inestabilidad de los países vecinos. Ante la prórroga del 17 de mayo, el portavoz de la presidencia declaró que la situación de seguridad en el país "ha mejorado notablemente", si bien resaltó que "las necesidades de la acción militar y de seguridad, especialmente respecto a la lucha contra el terrorismo, requieren la extensión del estado de emergencia".
El 29 de octubre de 2018, se produjo el primer atentado suicida en la capital tunecina desde la declaración del estado de emergencia cuando una mujer de treinta años hizo estallar una bomba delante de un puesto policial en el centro de la ciudad, en este ataque resultaron heridas veinte personas. El 6 de noviembre, una semana después, Essebsi confirmó a los medios una nueva prórroga del estado de emergencia por dicho atentado, hasta el 7 de diciembre de 2018.

### Gobierno de Chahed

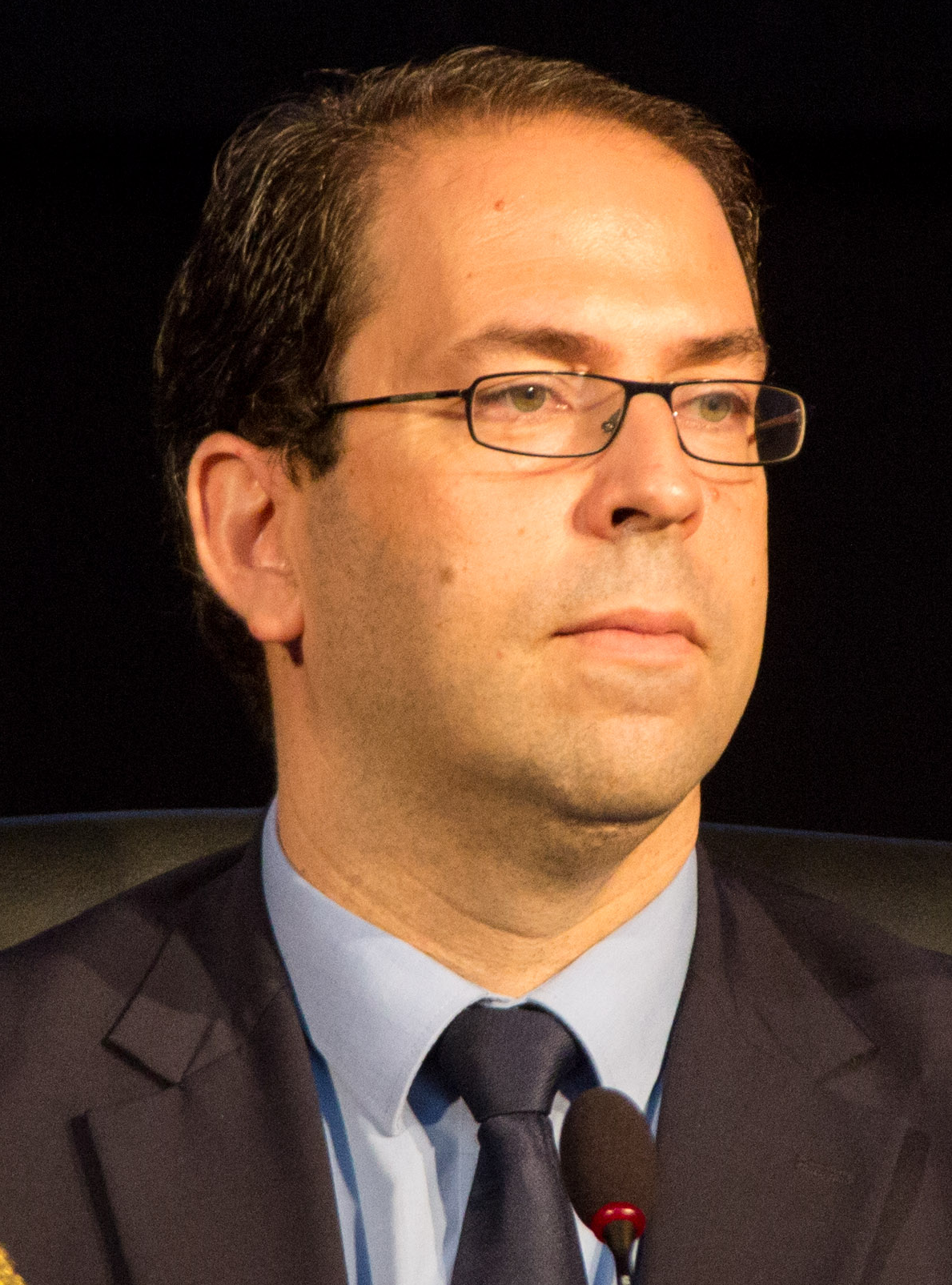
Youssef Chahed, el segundo jefe de Gobierno del mandato de Essebsi.

Durante el proceso de destitución de Habib Essid, Essebsi propuso el 1 de agosto a Youssef Chahed como nuevo jefe de Gobierno en una nueva gran coalición entre Nidaa Tounes, Ennahda y otros partidos menores. La noche del 26 de agosto, con 167 votos a favor, el gobierno de Chahed fue aprobado y juramentado al día siguiente, siendo el jefe de Gobierno más joven de la historia moderna de Túnez, con cuarenta y un años de edad. Existió una cierta controversia sobre la relación entre Essebsi y Chahed, revelándose que eran parientes lejanos y recibiendo el presidente acusaciones de nepotismo. Sin embargo, con posterioridad Essebsi aclaró que él y Chahed eran parientes políticos sumamente lejanos y que no guardaban ninguna relación.
El gabinete de Chahed tuvo que ser reorganizado en algunas ocasiones y se tuvo que enfrentar al fragmentado legislativo y a la constantes crisis por la violencia islamista en el país, además de la crisis interna de Nidaa Tounes y su división. A principios de 2017, Chahed y Essebsi anunciaron el comienzo de una campaña anticorrupción, aunque estas medidas despertaron ciertas sospechas de que en realidad sus intenciones eran realizar una purga política, cosa que no se ha confirmado. El 3 de noviembre de 2016, poco antes de su nonagésimo cumpleaños, Essebsi anunció que no se presentaría a la reelección una vez concluido su mandato en 2019, aunque constitucionalmente puede acceder a un segundo mandato. A pesar de las especulaciones sobre su salud, y de que había decidido no presentarse debido a su edad, Essebsi descartó esos rumores, y acachó su decisión a la crisis por la que pasaba el partido Nidaa Tounes, y a sus deseos de formar un frente unido con otros partidos para presentar un candidato contra el movimiento islamista Ennahda en las siguientes elecciones.
Los años 2016 y 2017 vieron nacer una fuerte disputa interna dentro de Nidaa Tounes, provocada por la creciente tensión entre Essebsi y Chahed. La débil mayoría parlamentaria del oficialismo comenzó a reducirse poco a poco a medida que diputados descontentos con el gobierno comenzaron a desertar de Nidaa Tounes a formar sus propios partidos o bien establecerse como independientes. El 11 de mayo de 2016, se fundó el Movimiento para Proteger a Túnez (Machrouu Tounes) compuesto por 14 antiguos diputados del partido. A partir de 2017, el bloque parlamentario de Nidaa Tounes se volvió inferior al de Ennahda por unos cuantos escaños.
En enero de 2018, estallaron protestas en todo el país como respuesta al presupuesto previsto para ese año por el gabinete de Chahed. El presupuesto imponía severas medidas de austeridad económica e incrementaba los impuestos sobre la gasolina, las tarjetas telefónicas, el Internet, las habitaciones en hoteles y alimentos variados como frutas y verduras. Las manifestaciones fueron encabezadas por el Frente Popular, coalición de partidos de izquierda y principal oposición legislativa a la coalición gubernamental. Algunas protestas fueron reprimidas en virtud del estado de emergencia decretado por Essebsi, y para el 9 de enero, reclamaban al menos un muerto y varios heridos. El jefe de Gobierno llamó a la población a la calma, y condenó el vandalismo cometido durante dichos disturbios, aunque figuras dentro del propio gabinete y el partido oficialista se expresaron en contra de las medidas tomadas por Chahed, iniciando un enfrentamiento abierto entre el presidente y el jefe de Gobierno.
Las protestas se relajaron a partir de febrero, pero la situación política continuó siendo precaria. En mayo de 2018, después de haber sido atrasadas sucesivamente desde octubre de 2016, se realizaron las primeras elecciones municipales bajo la nueva constitución en las que Nidaa Tounes fue ampliamente derrotado por Ennahda, aunque consiguió retener un electorado estable pese a las escisiones legislativas con un 22.17 % de los votos a nivel nacional contra el 28.64 % de los candidatos islamistas. La participación electoral fue del 35.60 %, la más baja desde la revolución, y las listas independientes obtuvieron la primera minoría de votos con un 32.27 %, evidenciando la crisis de representatividad sufrida por los partidos políticos. Además de la falta de participación ciudadana en las elecciones, estas dejaron a la mayor parte de los municipios del país en un parón legislativo, con prácticamente ninguno de los principales concejos municipales contando con una mayoría coherente que garantizara un gobierno estable. Ennahda logró finalmente formar coaliciones opositoras en la mayoría de las ciudades importantes de Túnez, incluyendo la capital, con Souad Abderrahim como alcaldesa.
Después de las elecciones, el hijo de Essebsi, Hafedh Caïd Essebsi, acusó a Chahed de ser el responsable de las pérdidas sufridas por el partido y, por lo tanto, de ser culpable de la crisis institucional en la que estaba cayendo el país. La disputa se acrecentó hasta que, finalmente, Hafedh solicitó el despido del primer ministro y el cese de su afiliación a Nidaa Tounes. Esto, sin embargo, solo terminó de dividir al bloque parlamentario del partido en dos. Habiendo comenzado la legislatura con 86 diputados, su bancada se había reducido a 71 con la creación de Machrouu Tounes en 2016. El 25 de septiembre de 2018, Essebsi anunció que Nidaa Tounes ya no colaboraría con Ennahda para mantener la gran coalición, ocasionando la erosión final del apoyo parlamentario al presidente. Luego de esto, el 26 de septiembre, una enorme cantidad de diputados comenzó a dejar el bloque parlamentario del partido para establecer uno nuevo, la Coalición Nacional, bloque favorable a la continuidad de Chahed en el poder y el mantenimiento de la gran coalición con el bloque de Ennahda.
El 5 de noviembre, Chahed anunció una reorganización ministerial, que fue rechazada por Essebsi y por el principal sindicato del país, la Unión General Tunecina del Trabajo. Al día siguiente, Essebsi envió un comunicado denunciando que la constitución le exigía al jefe de Gobierno consultar al presidente en la formación de un gabinete, afirmando: "El presidente de la República rechaza la prisa y la política de hechos consumados. Youssef Chahed no consultó al presidente de la República sobre la reorganización del gabinete, se limitó a informar esta tarde, sobre todo porque la lista que le había presentado habría cambiado". El asesor presidencial Noureddine Ben Ticha, declaró ante los medios que Essebsi no estaba al tanto de la reorganización, y que su enemistad con Chahed había llegado al punto de referirse a su gabinete como "el gobierno de Ennahda". Finalmente, ante la imposibilidad de una aprobación presidencial para la reforma del gabinete, Chahed solicitó el apoyo parlamentario a la reorganización, medida no estipulada constitucionalmente pero sí en el reglamento de la Asamblea de Representantes del Pueblo. El 8 de noviembre, Essebsi concedió una conferencia de prensa, la primera desde el inicio de su mandato, en la que declaró no tener ningún problema personal con Chahed, y si bien denunció las intenciones del jefe de Gobierno de someter a moción parlamentaria la reorganización ministerial como inconstitucionales, aceptó que la consulta se llevara a cabo. El nuevo gabinete fue aprobado el 12 de noviembre por el poder legislativo con 131 votos a favor, 24 en contra y una abstención.
La opinión pública con respecto al desempeño político de Essebsi y Chahed parecía ser desfavorable. En septiembre de 2018, las encuestas daban al presidente un 18 % de apoyo público, y un 33 % para el jefe de Gobierno. Sin embargo, poco a poco a finales de 2018 la popularidad del gobierno comenzó a crecer nuevamente. A partir del 21 de noviembre, las encuestas sitúan la popularidad del gobierno de Chahed en un 35.8 %, con un 23 % de apoyo al presidente Essebsi.

### Problemas de salud

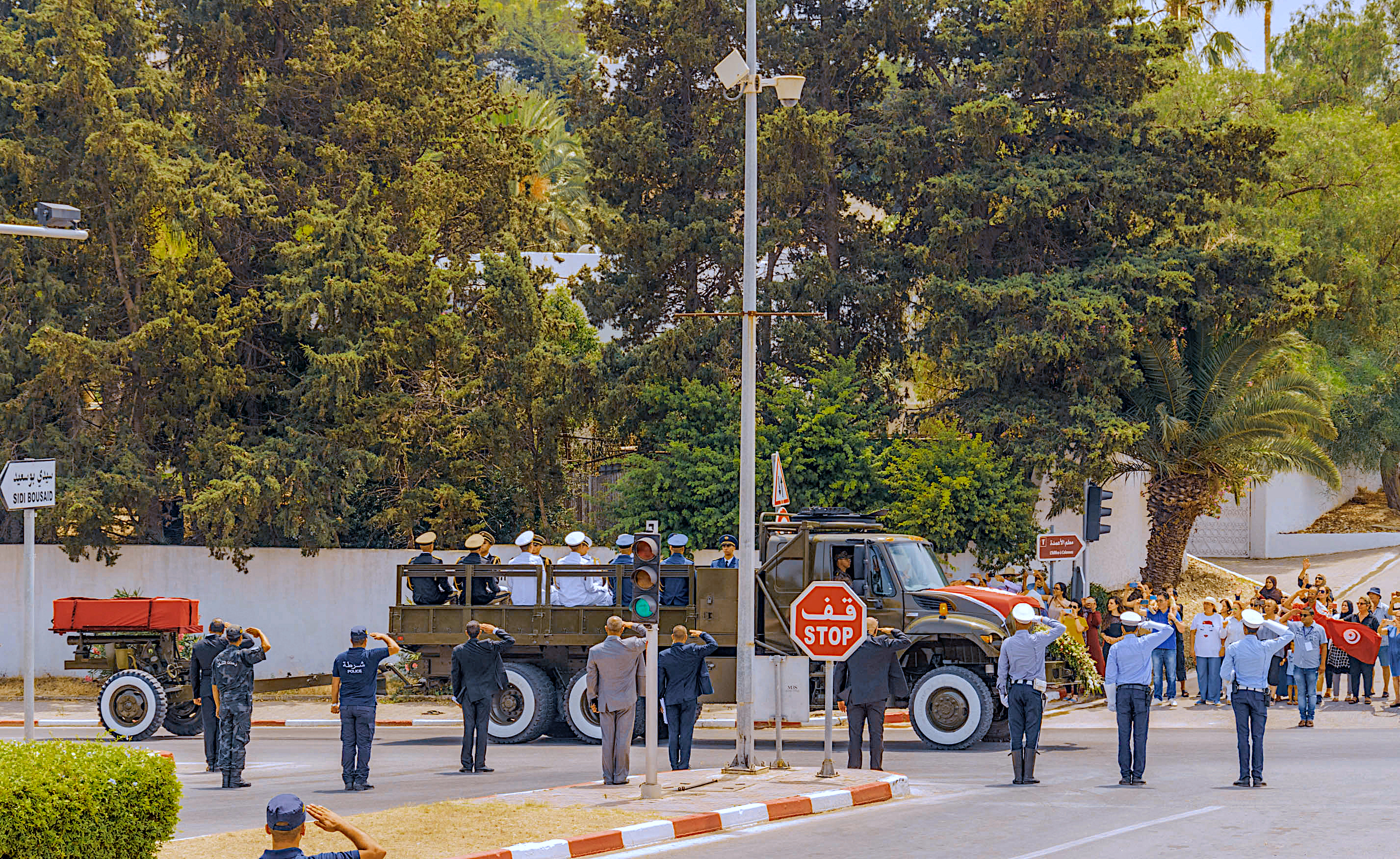
Procesión durante el funeral de Essebsi, 27 de julio de 2019.

Desde aproximadamente la mitad de su período presidencial, Essebsi declaró varias veces que no se presentaría a la reelección para un segundo y último mandato al culminar el primero en diciembre de 2019, poniendo como justificaciones la necesidad de renovar y rejuvenecer el liderazgo del país, así como su edad demasiado avanzada, siendo el segundo jefe de Estado más anciano del mundo. El 6 de abril de 2019, poniendo como motivos la crisis interna de su partido, confirmó que no sería candidato de forma definitiva.
Dos meses después, el 27 de junio de 2019, Essebsi fue hospitalizado, con la mayoría de los medios de comunicación declarando que se encontraba en "estado crítico". Sin embargo, al día siguiente, el gobierno emitió un comunicado dando una evolución favorable, y anunciando que el presidente estaba "mejorando". Faltándole tan solo seis meses para finalizar su mandato, el deterioro repentino de la salud de Essebsi planteó la cuestión de una posible sucesión anticipada. La constitución tunecina de 2014 estipula que el jefe de Gobierno debe asumir interinamente las facultades presidenciales si el presidente se encuentra bajo una "indisposición temporal", pero si la incapacidad se vuelve permanente, correspondería al presidente de la Asamblea de Representantes del Pueblo asumir la jefatura de estado en modo provisional hasta el llamado a elecciones, una vez que el órgano provisional responsable de la revisión de la constitucionalidad de los proyectos de ley haya tomado constancia de la vacante del cargo.
El 1 de julio, Essebsi fue dado de alta. Tanto su hijo como el gobierno informaron a los medios de comunicación que se encontraba "en condiciones normales de salud", y que reanudaría sus funciones presidenciales en los siguientes días luego de finalizado su reposo. Sin embargo, la cuestión sobre la salud de Essebsi de cara a los meses que faltan para la finalización de su mandato continúa siendo actual, y se han iniciado campañas civiles para reclamar al gobierno que publique los registros médicos del presidente. Realizó tan solo dos apariciones públicas durante el mes de julio.

### Fallecimiento y sucesión
Por la madrugada del 25 de julio, Essebsi fue nuevamente hospitalizado de urgencia, falleciendo a las 10:25 horas, a los noventa y dos años de edad y cinco meses antes de finalizar su mandato presidencial. Según informes de prensa, una afección pulmonar contraída en junio le produjo una baja de defensas en su sistema inmunitario, provocándole una insuficiencia renal crónica, que derivó en una insuficiencia respiratoria, la cual habría sido la causa de su muerte. De acuerdo con la constitución tunecina, Mohamed Ennaceur, presidente de la Asamblea de Representantes del Pueblo, a cargo de la presidencia en forma interina hasta que se realizaran las elecciones presidenciales, que tendrían que ser adelantadas un mes debido a los límites constitucionales.